# Évelyne Ker
Pour les articles homonymes, voir Ker.
Évelyne Rozenkiern, dite Évelyne Ker, est une actrice française, née le 18 mai 1936 à Paris où elle est morte le 11 juin 2005.

## Biographie
Elle est inhumée au cimetière parisien de Bagneux (division 65).

## Filmographie

### Cinéma
- 1953 : Les Fruits sauvages de Hervé Bromberger
- 1954 : La Cage aux souris de Jean Gourguet
- 1954 : La Dot de Sylvie (court métrage)
- 1955 : Quand vient l'amour de Maurice Cloche
- 1955 : Tant qu'il y aura des femmes d'Edmond T. Gréville
- 1956 : Les Copains du dimanche d'Henri Aisner
- 1957 : Écrire en images de Jean Mitry (moyen métrage)
- 1958 : Péché de jeunesse de Louis Duchesne
- 1958 : Ramuntcho de Pierre Schoendoerffer
- 1959 : Classe tous risques de Claude Sautet
- 1960 : La Récréation de François Moreuil et Fabien Collin
- 1961 : La Gamberge de Norbert Carbonnaux
- 1962 : Janine de Maurice Pialat (court métrage)
- 1972 : Malaise de Gérard Trembasiewicz
- 1973 : ...Comme un pot de fraises de Jean Aurel
- 1977 : Et vive la liberté ! de Serge Korber
- 1979 : À nous deux de Claude Lelouch
- 1980 : Les Uns et les Autres de Claude Lelouch
- 1983 : À nos amours de Maurice Pialat
- 1991 : Mensonge de François Margolin
- 1995 : Faute de soleil de Christophe Blanc
- 1996 : Rien que des grandes personnes de Jean-Marc Brondolo
- 1997 : Scène de lit : Madame de François Ozon (court métrage)

### Télévision
- 1960 : Les Cinq Dernières Minutes, épisode Qui trop embrasse... de Claude Loursais (série TV)
- 1961 : L'inspecteur Leclerc enquête : Les Blousons gris de Marcel Bluwal
- 1971 : Au théâtre ce soir : Joyeuse Pomme de Jack Pulman, mise en scène Jacques Rosny, réalisation Pierre Sabbagh, théâtre Marigny
- 1972 : Au théâtre ce soir : L'École des contribuables de Louis Verneuil et Georges Berr, mise en scène Robert Manuel, réalisation Pierre Sabbagh, théâtre Marigny
- 1973 : Le Double Assassinat de la rue Morgue de Jacques Nahum : la buraliste
- 1974 : Au théâtre ce soir : La Ligne de chance de Albert Husson, mise en scène Jacques Ardouin, réalisation Georges Folgoas, théâtre Marigny
- 1976 : Au théâtre ce soir : La Charrette anglaise de Georges Berr et Louis Verneuil, mise en scène Jean-Laurent Cochet, réalisation Pierre Sabbagh, théâtre Édouard VII
- 1976 : Au théâtre ce soir : Xavier ou l'héritier des Lancestre de Jacques Deval, mise en scène Robert Manuel, réalisation Pierre Sabbagh, théâtre Édouard VII
- 1977 : La Famille Cigale de Jean Pignol
- 1977 : Au théâtre ce soir : Les Choutes de Pierre Barillet et Jean-Pierre Grédy, mise en scène Michel Roux, réalisation Pierre Sabbagh, théâtre Marigny
- 1978 :  Désiré Lafarge  épisode : 35 mm couleur pour Désiré Lafarge  de Jean Pignol
- 1980 : Médecins de nuit de Jean-Pierre Prévost, épisode : La Pension Michel (série télévisée)

## Théâtre
- 1954 : Gigi de Colette, mise en scène Jean Meyer, théâtre des Arts, tournée Karsenty
- 1955 : Gigi de Colette, mise en scène Jean Meyer, théâtre des Célestins, tournée Karsenty
- 1957 : La Mouche bleue de Marcel Aymé, mise en scène Claude Sainval, Comédie des Champs-Élysées
- 1958 : Ils ont joué avec des allumettes de Marcelle Routier, mise en scène José Quaglio, théâtre de l'Alliance française
- 1959 : Trésor party de Bernard Régnier d'après un roman de Wodehouse, mise en scène Christian-Gérard, théâtre La Bruyère
- 1962 : Le Bourgeois gentilhomme de Molière, mise en scène Jean-Pierre Darras, théâtre Hébertot
- 1967 : Xavier de Jacques Deval, mise en scène Jacques-Henri Duval, théâtre Édouard VII
- 1969 : L'Assassinat de Sister George de Franck Marcus, mise en scène Andréas Voutsinás, théâtre Édouard VII
- 1970 : Chère Janet Rosenberg, Cher Mister Kooning de Stanley Eveling, mise en scène Max Stafford Clark, théâtre de la Gaîté-Montparnasse
- 1972 : Histoire d'un détective de Sidney Kingsley, mise en scène Jean Meyer, théâtre des Célestins
- 1978 : Gotcha ! de Keeffe Barrie, mise en scène Jean-Christian Grinevald, théâtre Marie Stuart, théâtre de l'Œuvre
- 1979 : Un roi qu’a des malheurs de Rémo Forlani, mise en scène Maurice Risch,    théâtre La Bruyère